# Dufourbefestigungen

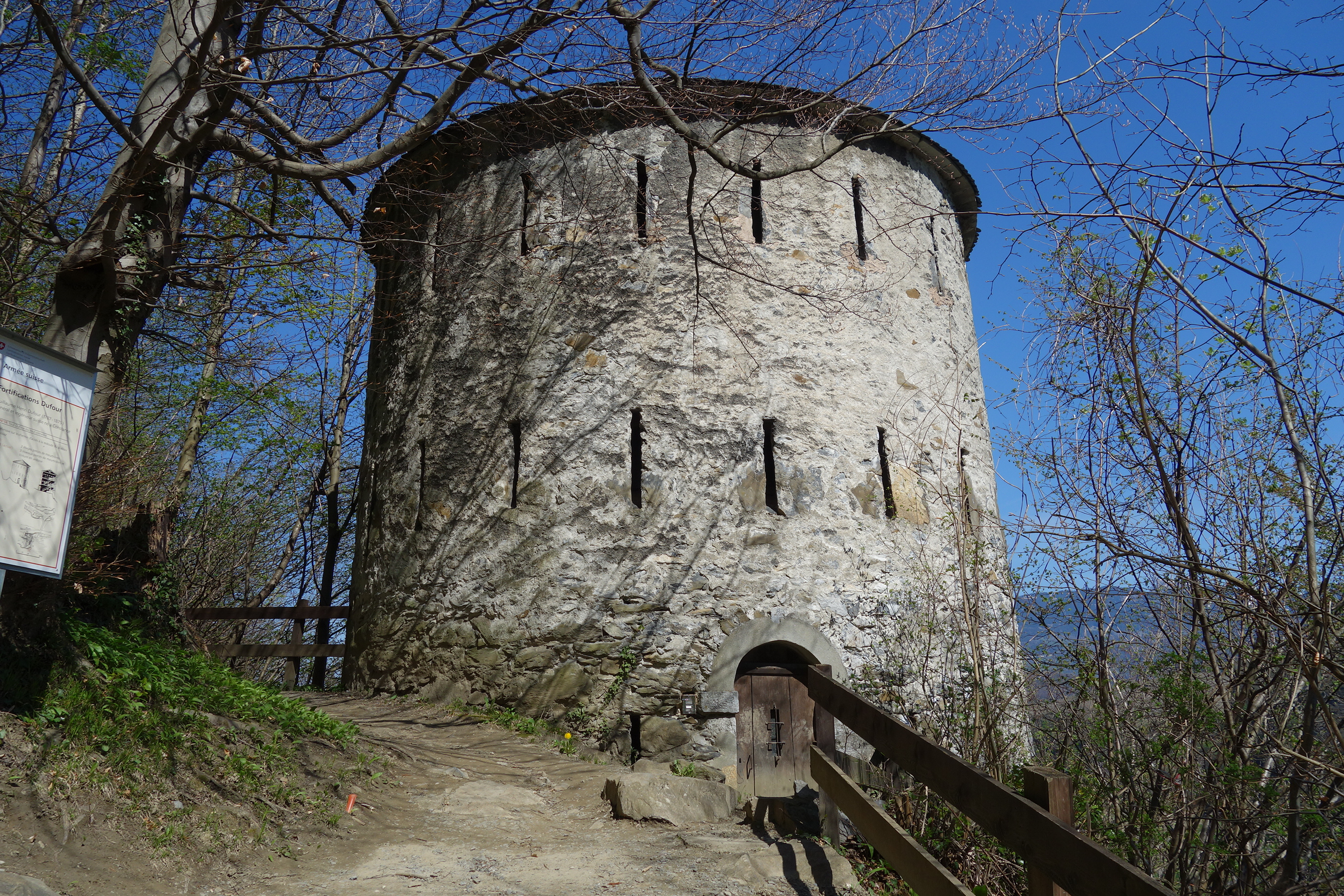
Dufourturm oberhalb Schloss Saint-Maurice

Dufourbefestigungen (französisch Fortifications Dufour) der Schweizer Armee sind hauptsächlich Grenzbefestigungen in den Festungsgebieten Saint-Maurice und Sargans sowie der Fortifikation Bellinzona. Sie bilden die Anfänge des eidgenössischen Festungsbaus und werden nach ihrem Festungsplaner, dem späteren General Guillaume Henri Dufour, benannt.  Die Dufourbefestigungen gelten als militärhistorische Denkmäler von nationaler Bedeutung.

## Geschichte

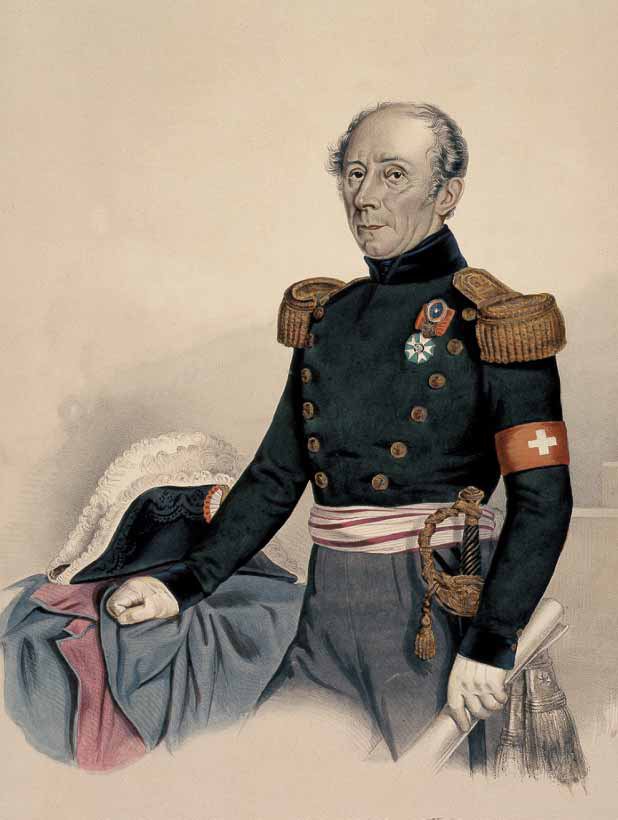
Guillaume Henri Dufour

Dufour hatte beim Bau von Befestigungsanlagen in Korfu und Lyon Erfahrungen gesammelt. 1819 war er an der Gründung der ersten eidgenössischen Militärschule von Thun beteiligt, an der er bis 1831 als Oberinstruktor der Genie lehrte. 1832 wurde er Oberstquartiermeister der Militäraufsichtsbehörde (bis 1847) und «Directeur de la Carte» (bis 1865). 
Aufgrund seines 1822 veröffentlichten Werkes De la fortification permanente erhielt er von der Tagsatzung 1830 den Auftrag, das erste gesamteidgenössische Festungswesen zu planen. Er erstellte ein Basiskonzept für zwei Festungssysteme, um die Schweiz vor fremden Invasionen schützen zu können: Einerseits beabsichtigte es die Sperrung der grossen Durchgangsachsen: Die Simplonachse Frankreich–Italien bei Saint-Maurice und Gondo und die Achse Süddeutschland–Italien beim Luziensteig und bei Landquart (Tardisbrücke). Andrerseits zielte es auf die Verhinderung der Besetzung des nationalen Territoriums durch Verstärkung der Westfront bei den Brückenköpfen Aarberg und Solothurn, am Zihlkanal und der Stadt Basel.
Politische Ereignisse in den Nachbarländern veranlassten die Tagsatzung, Kredite für die praktische Umsetzung der dringendsten Grenzbefestigungen, grösstenteils nach Dufours Plänen, zu bewilligen: Die Julirevolution von 1830 in Frankreich führte zum Bau von vier Schanzen mit 30 Geschützen bei Aarberg (Schanzen von Bargen), 1831 zum Ausbau der Engnisse von Saint-Maurice und bei Gondo, zum Wiederaufbau von St. Luzisteig, der Verstärkung der Gegend der Zihl sowie von Basel. Nach den Erhebungen in Oberitalien von 1848 wurden Saint-Maurice und Sankt Luzisteig weiter ausgebaut und die Fortini della Fame südlich von Bellinzona errichtet. 1856 löste der Neuenburgerhandel Befestigungsarbeiten an der Rhein- und Bodenseegrenze aus. Der italienische Einigungskrieg von 1859 führte zur Verstärkungen in Gondo und Saint-Maurice.
Seine über dreissigjährigen Erfahrungen als Planer, Erbauer und Vervollkommner der wichtigsten Befestigungen der Schweiz hat Dufour folgendermassen zusammengefasst:

„Man wird unsere Neutralität nicht aufgrund eines zweitrangigen Interesses verletzen, wenn unser Entschluss sie zu verteidigen, klar ersichtlich ist. Und nichts belegt in diesem Zusammenhang unsere Absicht besser, als die Errichtung einiger Verteidigungswerke.“

## Fortifikation Arzillier

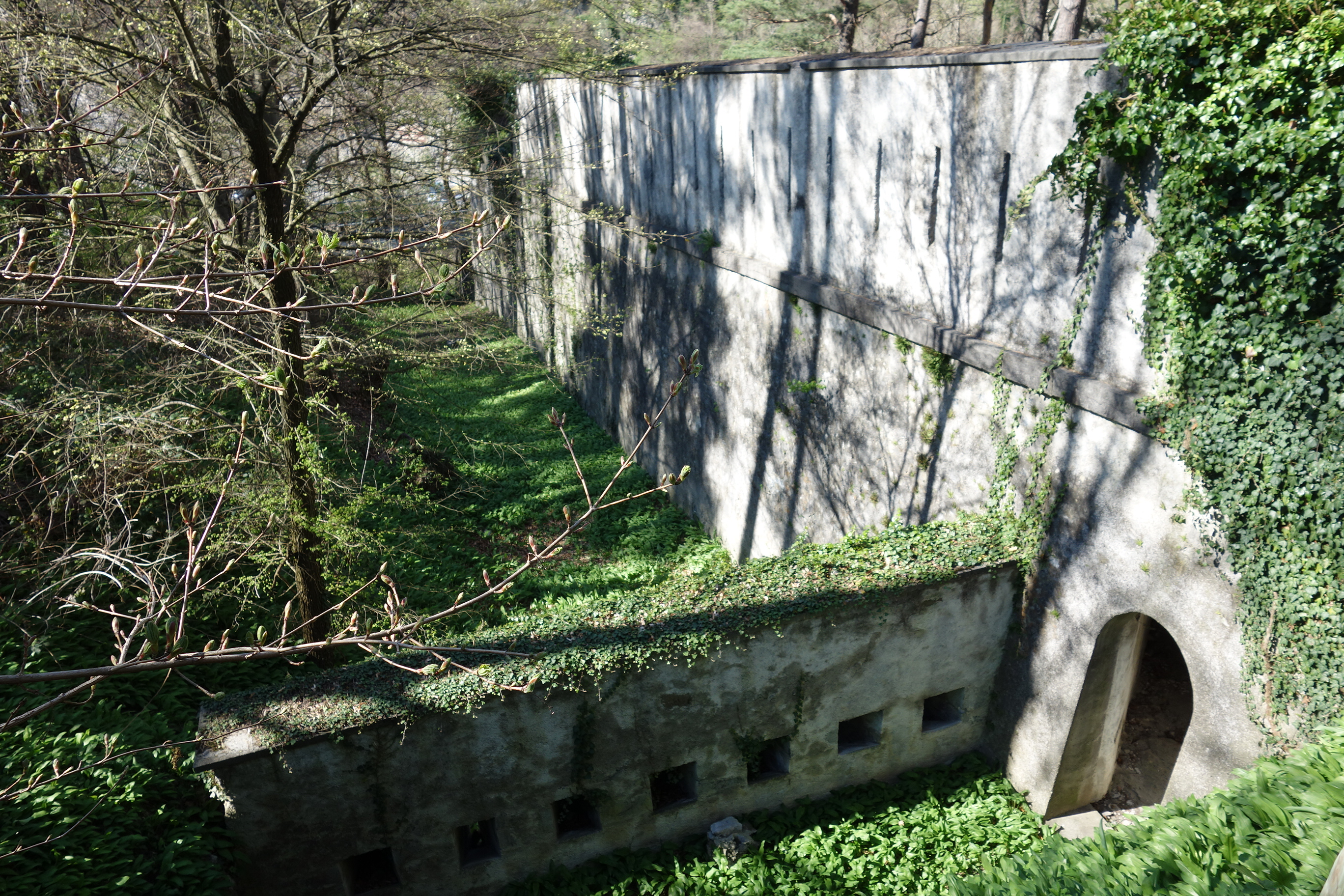
Batterie Arzillier

1831 wurde nach Dufours Konzept mit der Verstärkung der Sperrstelle Saint-Maurice an der engsten Stelle der Rhoneschlucht beim Schloss Saint-Maurice begonnen, um den Durchgang zum Grossen St. Bernhard und Simplonpass blockieren zu können. Die erstmals im 12. Jahrhundert erwähnte Brücke beim Schloss über die Rhone war flussaufwärts die erste nach dem Genfersee. Die Garnison wurde mit 1800 Mann besetzt und besass 50 Geschütze: 13 Haubitzen und 37 Kanonen.
Auf der rechten Rhoneseite (Kanton Waadt) wurde die Fortifikation Arzillier erstellt. Diese bestand aus den Batterien:
- Rhône: drei Geschütze Richtung Bex und drei Richtung Strasse von Monthey, 1848 verstärkt, 1959 zerstört ⊙
- Petite Tenaille: zwei Geschütze kontrollierten oberhalb der Batterie Rhône die Strasse von Bex, 1859 um acht Geschütze erweitert.⊙
- Grande Tenaille: das Hauptwerk, eine Bastion in Form eines unregelmässigen Sechsecks am Hang, wurde 1859 mit einem Graben mit Mauer verstärkt. Sie hatte einen Angriff vom Plateau von Chiètres aufzuhalten und den Brückenkopf zu decken.⊙
- Arzillier: zwei Geschütze deckten die Strasse zwischen Saint-Maurice und der Brücke⊙
- Capucins: diente als Verstärkung der Batterie Arzillier mit der gleichen Zielrichtung ⊙

Die Fortifikation Arzillier wurde 1848 und 1859 mit folgenden Batterien und einer Redoute ergänzt:
- Gautier⊙
- Front Lavey: zwei Batterien mit zwei und drei Geschützen⊙
- Redoute de la Crête: hatte das Plateau von Chiètres zu überwachen⊙

## Schloss Saint-Maurice

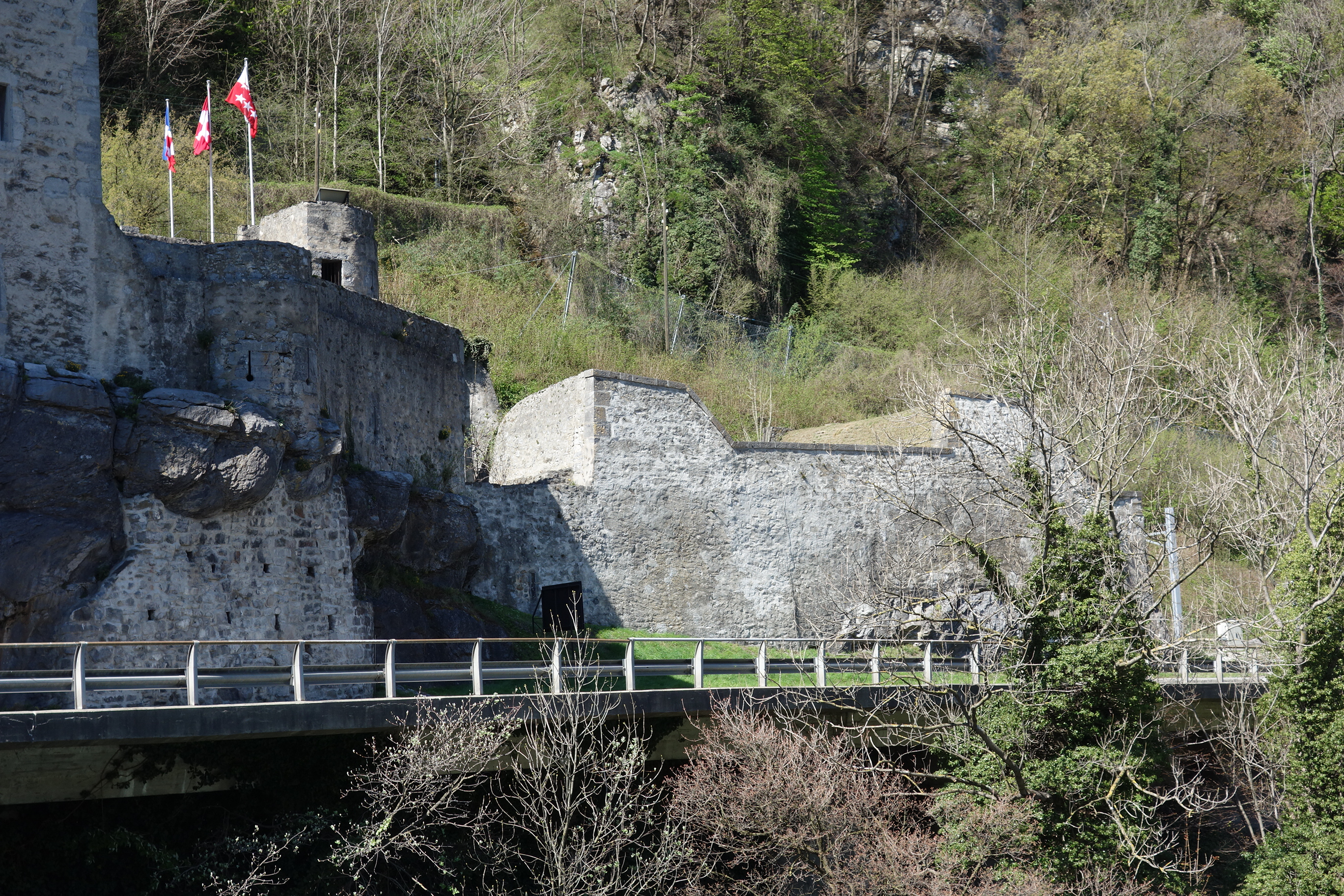
Batterie Château

Auf der linken Rhoneseite (Kanton Wallis) wurde das Schloss Saint-Maurice zur Verteidigung der Grossen St. Bernhard und Simplonachse in das Befestigungssystem des Engpasses von Dufour integriert.
Beim Schloss wurde 1831 folgende Batterie erstellt
- Château: zwei Batterien mit je drei Geschützen sicherten die Strassenachse von Monthey⊙

und auf einem Grasband auf halber Höhe der Felswand «Les Fingles» über der Abtei Saint-Maurice die Batterie:
- Wielandy: drei Geschütze hatten die Zone Lavey bis zur Brücke zu decken.⊙

und oberhalb des Schlosses folgende Befestigungen:
- Dufourturm: 1848 um ein drittes Stockwerk erweitert, hatte die beiden Brückenköpfe zu decken und zu flankieren.⊙
- Redoute Vérrossaz: Infanteriewerk als unregelmässiges Sechseck⊙

Weitere Batterien kamen 1848 dazu:
- Saint-Martin: drei Geschütze auf dem gleichnamigen Hügel Richtung Monthey.⊙
- Clocher: drei Geschütze auf dem gleichen Grasband wie die Batterie Wielandy.
- Eine der Château-Batterien musste 1855 dem Eisenbahntunnel weichen, der mit einem Sprengobjekt versehen wurde.

Als 1885 die mit Melinit-Sprengstoff gefüllten Geschosse erschienen, erwiesen sich die 1831 vor St-Maurice gebauten Dufour-Befestigungen als veraltet und mussten ersetzt werden. Ab 1892 wurde vor allem mit den Artilleriewerken Savatan-Dailly-Aiguille⊙ sowie Cindey⊙ und Fort du Scex⊙ das Festungsgebiet Saint-Maurice ausgebaut.

### Rundgang Dufourbefestigungen
Die Dufourbefestungen (Fortifications Dufour) am rechten Rhoneufer (Fortifications de l’Arziller, Gemeinde Bex) können auf einem rund einstündigen Rundgang vom Schloss Saint-Maurice aus besichtigt werden.⊙

## Fortini della Fame

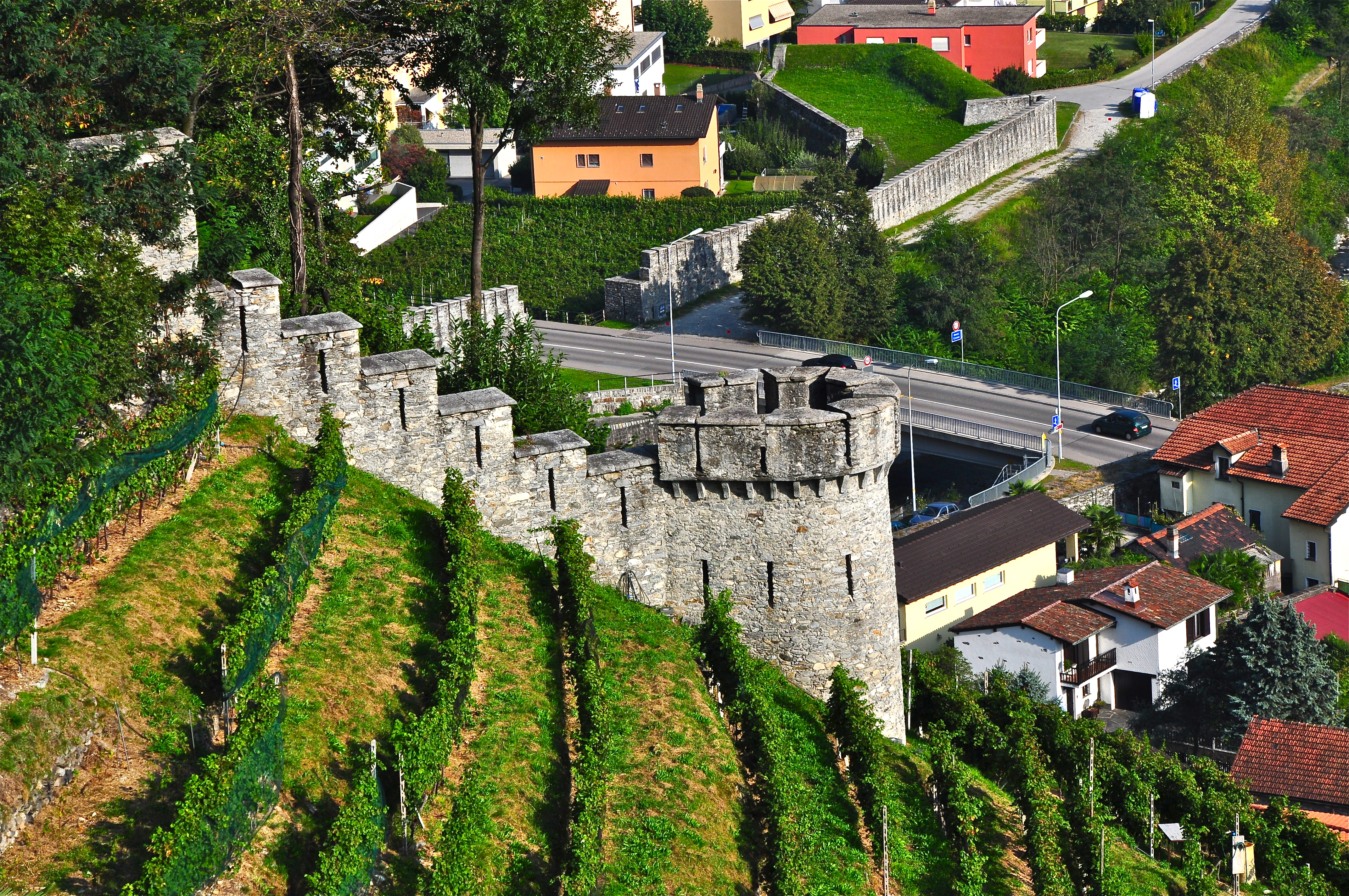
Fortini della Fame in Sementina

Der junge Bundesstaat Schweiz liess 1853 südlich von Bellinzona von Camorino bis Sementina und Monte Carasso eine von Dufour entworfene Befestigungslinie, die Fortini della Fame, bauen. Fünf der für Dufour typischen Rundtürme sind in Camorino noch erhalten.

## Festung St. Luzisteig

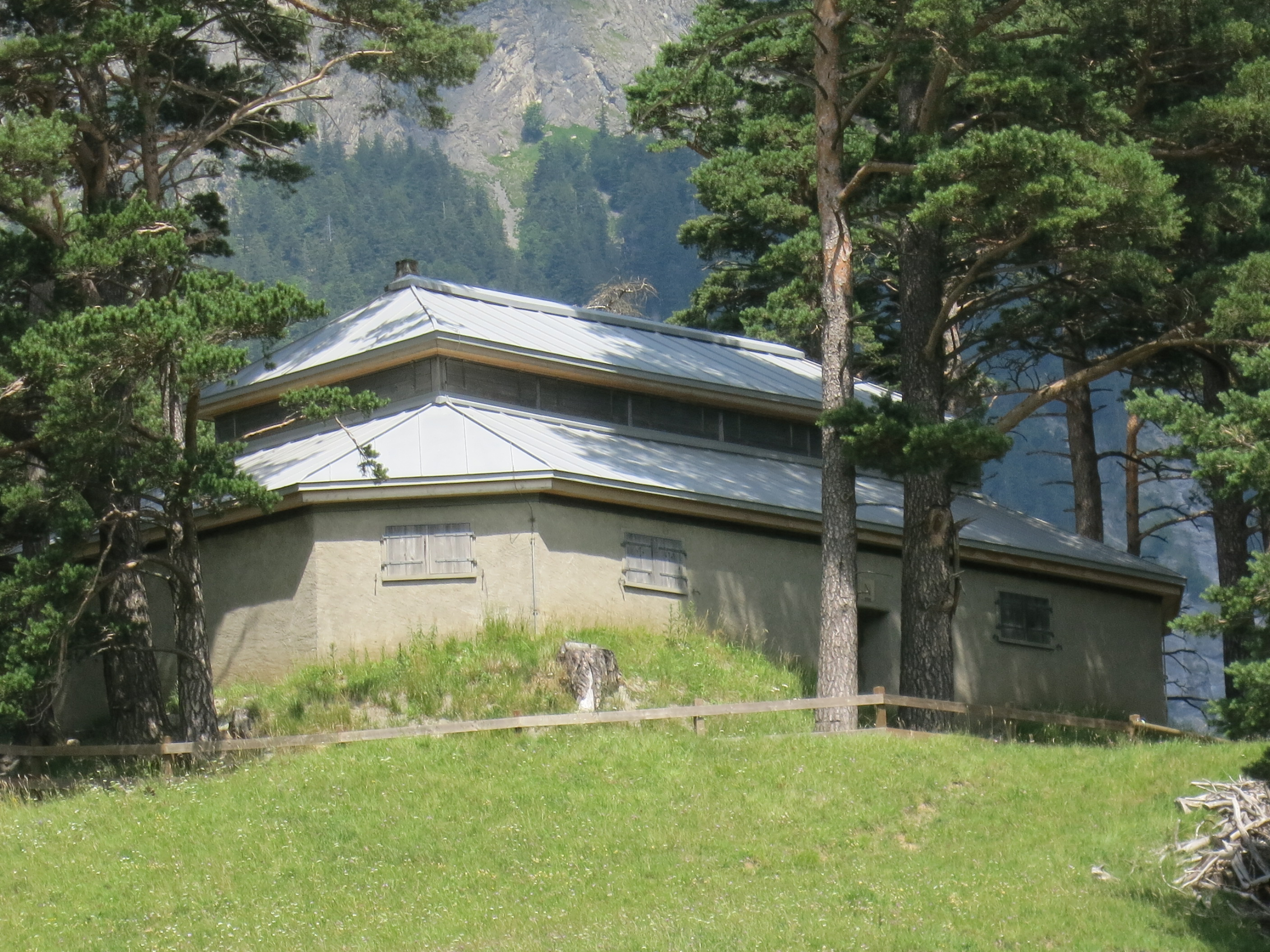
Blockhaus N auf dem Fläscherberg

Nachdem Dufour in seinem Bericht von 1831 unter anderen Festungen Luzisteig als vordringliche Aufgabe erklärte, wurde noch im gleichen Jahr die alte bastionierte Front aus dem 18. Jahrhundert als Zentrum der Festung durch eine Berner Sappeurkompanie unter dem Churer Geniehauptmann und Ingenieur Richard La Nicca wieder aufgebaut und eine neue Sperrfestung auf der St. Luziensteig erstellt. Als Rückendeckung wurde eine Lünette (Kehlfrontkaserne) mit Front Richtung Maienfeld erstellt. Die Festung besass 16 Geschütze.
In den 1850er Jahren wurden die Blockhäuser unter der Leitung  von Dufour auf dem Fläscherberg erstellt, um eine Umgehung der linken Flanke zu verhindern. Während des Krimkrieges wurden ein Schützenturm («Guscha-» oder «Hungerturm») bei der Guschabatterie samt einer Sperrmauer durch den Guschawald erstellt. Aufgrund seiner erhöhten Lage erlaubte der «Guschaturm» die Fernaufklärung. 

## Fort Gondo

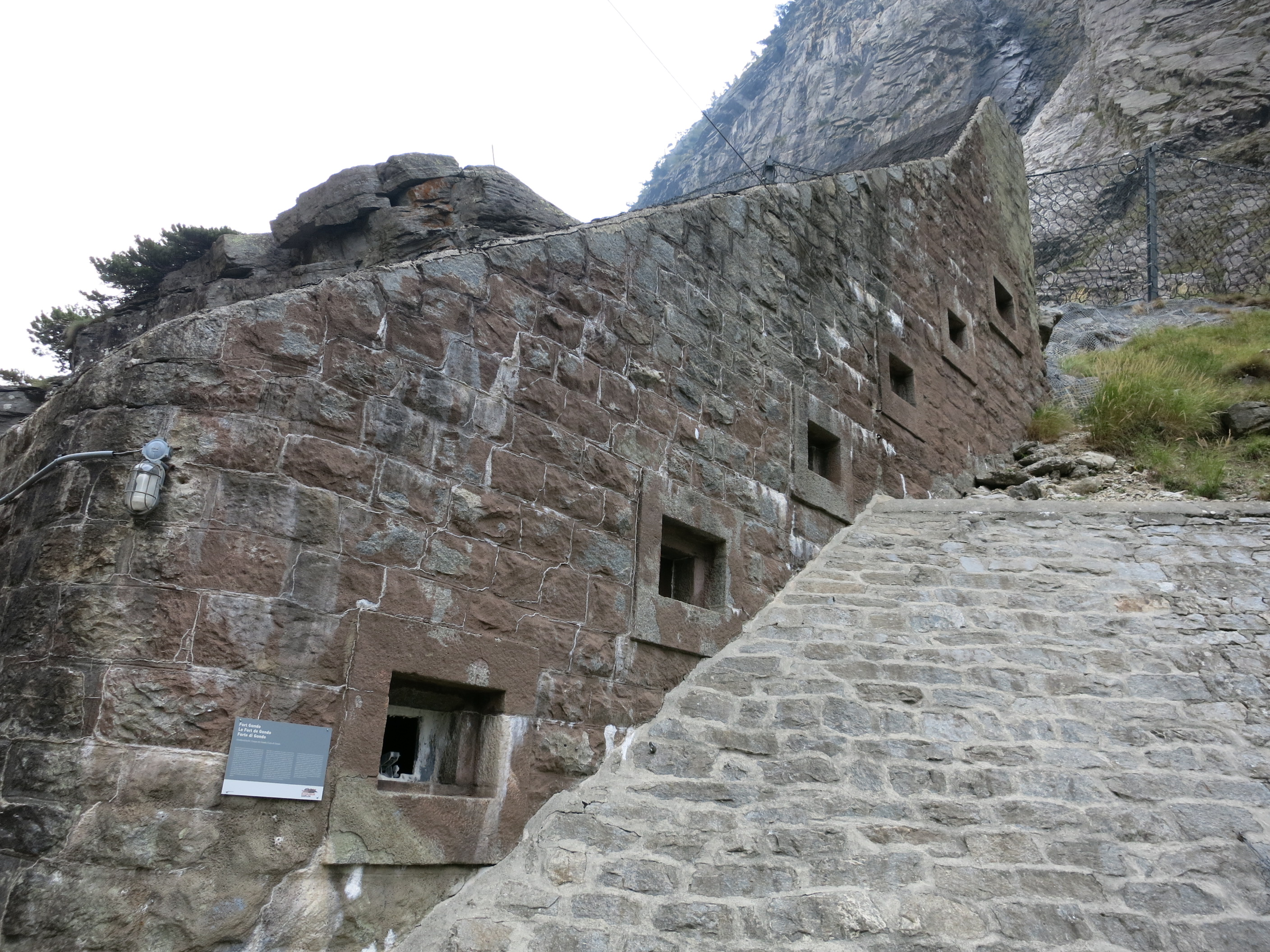
Flankiergalerie West

Das Fort Gondo sperrt den einzig möglichen Durchgang (passage obligé) der Simplonpassstrasse bei der Engnis («Casermetta», «Fort-Gondo») auf 1067 m ü. M. oberhalb des Bergdorfes Gondo. Aufgrund ihrer Lage war das Umgehen der Festung nicht möglich, da die Schlucht an dieser Stelle einige 100 Meter fast senkrecht abfällt. 
In der Gondoschlucht wurde 1815 am rechten Ufer des Gebirgsbaches Doveria eine krenelierte Mauer errichtet, um die linksseitige Simplonstrasse unter Feuer nehmen zu können. Ab 1831 wurde Gondo etappenweise weiter ausgebaut und verstärkt.